# دانيال رييس (ملاكم)
دانيال رييس (بالإسبانية: Daniel Reyes Torres) مواليد 5 مايو 1972 في كولومبيا، هو ملاكم محترف كولومبي بدأ مسيرته الاحترافية سنة 1996. حقق بطولة الاتحاد الدولي للملاكمة. شارك في دورة الألعاب الأولمبية الصيفية سنة 1996.

## إحصائيات
خاض خلال مسيرته 48 نزالا، فاز في 40 وتعادل في 1 وخسر في 7. فاز بالضربة القاضية في 30 نزالا.

## روابط خارجية
- دانيال رييس على موقع بوكس ريك (الإنجليزية) (registration required)
- دانيال رييس على موقع اللجنة الأولمبية الدولية (الإنجليزية)
- دانيال رييس على موقع أوليمبيديا (الإنجليزية)